# Rap God
Rap God – singel amerykańskiego rapera Eminema, który promował jego album pt. The Marshall Mathers LP 2 z 2013 roku. Utwór został wydany 15 października 2013 r. cyfrowo.
Utwór "Rap God" został wpisany do Księgi rekordów Guinnessa za użycie 1 560 słów w jednej piosence.

## Wyróżnienia
| Rok  | Ceremonia              | Wyróżnienie                              | Rezultat  |
| ---- | ---------------------- | ---------------------------------------- | --------- |
| 2014 | World Music Award      | World's Best Song                        | Nominacja |
| 2014 | MTV Video Music Awards | Najlepsza scenografia i dekoracja wnętrz | Nominacja |
| 2014 | MTV Video Music Awards | Najlepszy montaż                         | Wygrana   |
| 2014 | MTV Video Music Awards | Najlepsze efekty specjalne               | Nominacja |
| 2015 | Nagroda Grammy         | Najlepsze wystąpienie rapowe             | Nominacja |